# Blue Team

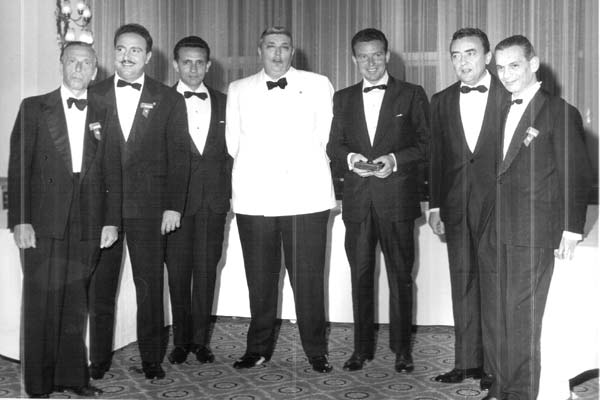
Il Blue Team vincitore del Bermuda Bowl del 1966 al casinò di Saint-Vincent

Blue Team è l'appellativo attribuito alla squadra nazionale che ha rappresentato l'Italia nelle maggiori competizioni internazionali di bridge dominando incontrastata la scena per circa un ventennio, dalla metà degli anni cinquanta alla metà degli anni settanta, vincendo 13 titoli mondiali, 3 olimpici e 11 europei.
Per la maggior parte del tempo in cui dominò il mondo, il Blue Team fu formato dalle coppie Giorgio Belladonna - Walter Avarelli, Benito Garozzo - Pietro Forquet e Camillo Pabis Ticci - Massimo D'Alelio, con Eugenio Chiaradia e Guglielmo Siniscalco che giocarono nei primi anni e Benito Bianchi, Dano De Falco, Arturo Franco, Vito Pittalà ed Antonio Vivaldi negli ultimi. 
Un altro componente della squadra fu il magistrato napoletano Celestino Zeuli che, in seguito, fu incaricato di elaborare i principi fondamentali del bridge italiano, con regole che sono tuttora in parte seguite .Tratto dalla voce di cui al collegamento infobridge della federazione
Padre spirituale e capitano non giocatore della nazionale fu Carl'Alberto Perroux.
Nel Blue Team hanno giocato alcuni dei più forti giocatori nella storia del bridge. Pietro Forquet, Giorgio Belladonna e Benito Garozzo sono, praticamente irraggiungibili, ai primi posti della classifica all time dei migliori giocatori secondo la Federazione internazionale del Bridge (WBF).

## Storia
Il nome sembra derivare da quello che durante i trials del 1956 venne dato alla squadra denominata "blu" che si opponeva a quella "rossa" per decidere chi avrebbe rappresentato l'Italia nelle competizioni internazionali di quell'anno. Perroux aveva iniziato la preparazione con la speranza, non infondata, di conquistare la Bermuda Bowl, fino allora dominata dagli Stati Uniti.
La prima grande vittoria della squadra guidata da Perroux è del 1951 al campionato europeo, con la squadra guidata da Eugenio Chiaradia, con il giovanissimo Pietro Forquet, e poi con Augusto Ricci, Guglielmo Siniscalco, Paolo Baroni e Mario Franco. Sempre in quell'anno gli azzurri perdono di misura la Bermuda Bowl, il campionato del mondo, disputato in casa a Napoli, contro la formidabile squadra USA, nella quale giocavano bridgisti del calibro di Samuel Stayman e Howard Schenken.
Tuttavia Perroux non perse la speranza e continuò a insistere nella preparazione di quella che sarebbe divenuta la squadra più vincente nella storia del bridge.
Nel 1956 e 1957 nuove vittorie al campionato europeo. In squadra erano entrati Giorgio Belladonna e Walter Avarelli. L'originario sistema licitativo, il Fiori napoletano, ideato da Chiaradia e Forquet, viene ulteriormente perfezionato da Forquet e Belladonna con gli innesti romani e diventa il formidabile Fiori Blue Team. L'Italia ebbe la rivincita di Napoli sconfiggendo gli Stati Uniti a New York e conquistando la prima Bermuda Bowl. La formazione del primo grande Blue Team comprendeva, oltre a Belladonna e Avarelli, Massimo d'Alelio, Eugenio Chiaradia, Pietro Forquet e Guglielmo Siniscalco.
Fu solo l'inizio: il regno del Blue Team continuò per altri 12 anni, con 10 titoli mondiali consecutivi vinti (oltre ad altri titoli europei e olimpici). L'unica interruzione della impressionante striscia vincente del Blue Team fu uno sfortunato 6º posto nella prima edizione delle Olimpiadi del Bridge di Torino nel 1960.
Una parte del successo del Blue Team è dovuto all'introduzione nel loro gioco di nuovi rivoluzionari sistemi licitativi. Le squadre anglosassoni utilizzavano, durante la fase della dichiarazione, il "sistema naturale", solo leggermente corretto e aggiornato (ad esempio dall'americano Stayman), rispetto a quello in voga prima della guerra e che si giocava nei circoli statunitensi e inglesi, molto conservatori e tradizionalisti.
Gli italiani introdussero "sistemi artificiali" molto spregiudicati, ma anche molto precisi. L'originario Fiori Napoletano (o Neapolitan Club) di Eugenio Chiaradia e Pietro Forquet, il Fiori Romano (o Roman Club) di Giorgio Belladonna e Walter Avarelli, e poi il Fiori Blue Team erano considerati incomprensibili dagli avversari che ritenevano che l'uso di sistemi artificiali fosse un vantaggio eccessivo al limite della scorrettezza. A tali critiche si rispondeva inequivocabilmente trattando le argomentazioni degli avversari come tipiche scuse dei perdenti. Quest sistemi, ma anche quelli creati in seguito e da questi derivati, prevedevano aperture basate sul canapè, ma con varianti che permettevano un rapido accordo sul contratto, favorendo il gioco basato sulle mani piuttosto che sui punti-onore.
La formazione italiana dominò anche quando i sistemi artificiali inventati dai suoi giocatori divennero di pubblico dominio e furono utilizzati anche dagli altri. Semplicemente gli italiani li miglioravano e, aumentandone l'affidabilità, si ponevano sempre in vantaggio.
Un altro motivo del successo del Blue Team è il talento dei giocatori che lo componevano. Un gruppo di giocatori così forti in una sola generazione e in un paese con un così esiguo numero di giocatori, come l'Italia, fu un fatto comunque eccezionale.
I giocatori del Blue Team non furono rivoluzionari solo nella dichiarazione, ma lo sono stati anche nel gioco della carta, dove la spregiudicatezza di certe soluzioni, portate inevitabilmente al successo, fornì ai giocatori italiani una forza e un coraggio che gli avversari temevano forse più del sistema licitativo.
Inoltre, dopo anni di dominio, la squadra azzurra si rafforzò ancora di più con l'arrivo, nel 1960, di un altro geniale giocatore, il giovane Benito Garozzo che contribuì ulteriormente allo sviluppo del sistema Fiori Blue Team (o Blue Team Club), con cui l'Italia dominò gli anni sessanta.
La prima striscia vincente del Blue Team si concluse nel 1969, quando tutti i giocatori più forti annunciarono il ritiro.
Gli Stati Uniti, con la formazione dei Dallas Aces, riuscirono finalmente a riportare in patria la Bermuda Bowl con le vittorie del 1970 e del 1971, quando il Blue Team non partecipò. Tuttavia gli americani non poterono considerarsi soddisfatti battendo Taiwan in finale. La rivincità non fu possibile nemmeno nelle Olimpiadi di Bridge del 1972, quando il Blue Team si riformò, e nemmeno in seguito. Gli Aces originali si sciolsero infatti nel 1974.
Il Blue Team ritornò in grande stile nel 1973 e vinse per altre 3 volte la Bermuda Bowl. A fianco di Belladonna, Garozzo e Forquet, arrivarono nuovi giocatori, ma il livello rimase altissimo. Il Blue Team aveva anche cambiato sistema: utilizzava una variante di Benito Garozzo al Precision (Superprecision) che aveva reso celebri i taiwanesi.
L'ultima grande vittoria fu quella della Bermuda Bowl del 1975, risoltasi in un'ennesima sfida Italia - USA, in un'ultima leggendaria mano nella quale Belladonna e Garozzo riuscirono a realizzare un Grande Slam a Fiori contro un Piccolo Slam Senza Atout messo a segno dagli americani nell'altra sala.
La Bermuda Bowl del 1976 e le Olimpiadi del 1977 furono vinte dagli Stati Uniti e dal Brasile, mettendo così fine all'epopea del Blue Team.

## Controversie
Le squadre statunitensi hanno sempre accusato il Blue Team di presunte irregolarità. La frustrazione per le continue cocenti sconfitte subite contro la nazionale italiana, in virtù di un superiore sistema di gioco, ha spesso portato gli avversari a lamentarsi dei sistemi licitativi "artificiali", giudicati non corretti o addirittura non sportivi. In alcuni casi si è arrivati, sull'onda delle polemiche sui sistemi licitativi, a ritenere che il Blue Team vincesse grazie a condotte irregolari.
La polemiche si sono concentrate nei momenti degli scontri agonisticamente più accesi, durante i campionati mondiali, ma non hanno potuto intaccare la reputazione di giocatori forti come Belladonna o Garozzo, che hanno vinto a livello internazionale anche al di fuori del Blue Team e con compagni diversi.
Durante la Bermuda Bowl del 1968 una mano giocata da Camillo Pabis Ticci fece sospettare i maliziosi grazie a una fortunata, ma per questo considerata sospetta, combinazione di carte tra il giocatore e il "morto".
La più famosa controversia riguarda il cosiddetto Bermuda Incident durante la Bermuda Bowl del 1975. In quell'occasione un giornalista americano affermò di aver visto i giocatori italiani Sergio Zucchelli e Franco Facchini toccarsi i piedi, da sotto il tavolo di gioco, per scambiarsi informazioni sulle loro carte. Un tale comportamento è considerato, ovviamente, altamente irregolare e comporta, normalmente, l'espulsione dei giocatori. La scoperta, confermata da altri testimoni, fu presentata al presidente di giuria che stigmatizzò severamente i due giocatori italiani, ma non li estromise dal torneo. Dopo l'episodio, gli organizzatori si limitarono a installare delle barriere sotto i tavoli da gioco per prevenire ogni contatto.
Un caso meno conosciuto è quello del 1963 durante la Bermuda Bowl tenutasi in Valle d'Aosta. Una lettera anonima scritta in italiano fu fatta pervenire al coach americano John Gerber, il quale iniziò a farsela tradurre da un interprete. Dopo il primo paragrafo chiese all'interprete di smettere e consegnò la lettera al capitano italiano Carl'Alberto Perroux dicendogli chiaramente di conoscerne il contenuto solo fino al primo paragrafo. L'anonimo accusava il Blue team di barare. Perroux, suggerì allora di continuare a giocare con degli schermi sopra i tavoli (12 anni prima che gli schermi attualmente utilizzati nelle competizioni bridgistiche venissero introdotti ufficialmente), in modo che i compagni di squadra non potessero vedersi in faccia. Gerber, con grande sportività, non accettò e chiese di continuare a giocare normalmente, dimostrando di fidarsi dei giocatori italiani e di non ritenere che la lettera, che peraltro non aveva letto fino in fondo, potesse essere veritiera. Il gesto di Gerber colpì il capitano italiano al punto che, terminata la competizione con la scontata vittoria italiana, la squadra italiana consegnò il trofeo a Gerber e agli americani in quello che è considerato come uno dei gesti più sportivi della storia del bridge.

## Palmarès

### Bermuda Bowl (World Team Championships)
- 1957, New York (Massimo D'Alelio, Walter Avarelli, Giorgio Belladonna, Eugenio Chiaradia, Pietro Forquet, Guglielmo Siniscalco, Carl'Alberto Perroux [cng]) battono la squadra USA per 10,150 punti.
- 1958, Como, Italia
- 1959, New York City, USA
- 1961, Buenos Aires, Argentina
- 1962, New York City, USA
- 1963, Saint-Vincent, Italia
- 1965, Buenos Aires, Argentina
- 1966, Saint-Vincent, Italia
- 1967, Miami Beach, USA
- 1969, Rio de Janeiro, Brasile
- 1973, Guarujá, Brasile
- 1974, Venezia, Italia
- 1975, Southampton, Bermuda

### World Team Olympiads
- 1964, New York, USA
- 1968, Deauville, Francia
- 1972, Miami Beach, USA

### European Team Championships
- 1956, Stoccolma, Svezia
- 1957, Vienna, Austria
- 1958, Oslo, Norvegia
- 1959, Palermo, Italia
- 1965, Ostenda, Belgio
- 1967, Dublino, Irlanda
- 1969, Oslo, Norvegia
- 1971, Atene, Grecia
- 1973, Ostenda, Belgio
- 1975, Brighton, Inghilterra
- 1979, Losanna, Svizzera

N.B. La nazionale italiana aveva già vinto l'edizione del 1951 a Venezia.

## Il nuovo Blue Team
L'ultima vittoria internazionale della squadra italiana di bridge erede del Blue Team avvenne nel 1979 ai campionati auropei. Da quel momento iniziò un periodo buio per il bridge italiano. Tutti i grandi giocatori italiani iniziarono a ritirarsi e le nuove leve trovarono sempre maggiori difficoltà ad affermarsi vista anche l'aumentata concorrenza internazionale e la diffusione di sistemi licitativi sempre più performanti.
Dei grandi vecchi, nella squadra del 1979, rimanevano solo Giorgio Belladonna e Benito Garozzo. Ma accanto a questi mostri sacri prese posto un giovane giocatore, Lorenzo Lauria, primo elemento di una squadra nazionale che tornerà a vincere a partire dagli anni novanta.
Il nuovo Blue Team, composto, tra gli altri, da giocatori come Norberto Bocchi, Giorgio Duboin, Alfredo Versace e, appunto, Lorenzo Lauria, ha iniziato a vincere nel 1995 con il primo di 7 titoli europei consecutivi. Questo gruppo di giocatori fortissimi (tutti saldamente ai primi posti del ranking mondiale), ai quali si sono poi aggiunti Fulvio Fantoni e Claudio Nunes, si è imposto a livello internazionale dominando la scena come solo il primo Blue Team è riuscito a fare, vincendo anche le Olimpiadi del Bridge del 2000 e del 2004.
Infine, dopo la sfortunatissima edizione di Monte Carlo del 2003, in cui l'Italia perse per una carta sbagliata nell'ultima mano della finale con gli Stati Uniti, il nuovo Blue Team, capitanato da Maria Teresa Lavazza, è riuscito a riportare a casa dopo 30 anni la Bermuda Bowl, vincendo l'edizione del 2005 a Estoril in Portogallo sempre contro la squadra USA. Dopo essere arrivati secondi, dietro USA 2, all'edizione del 2009, svoltasi a San Paolo del Brasile, l'Italia è tornata a trionfare nel 2013, nell'edizione svoltasi a Bali (Indonesia), battendo in finale, la rappresentativa del Principato di Monaco, in cui peraltro giocavano anche due giocatori italiani che già avevano fatto parte del Blue Team (Fulvio Fantoni e Claudio Nunes).